# 鎌倉街道

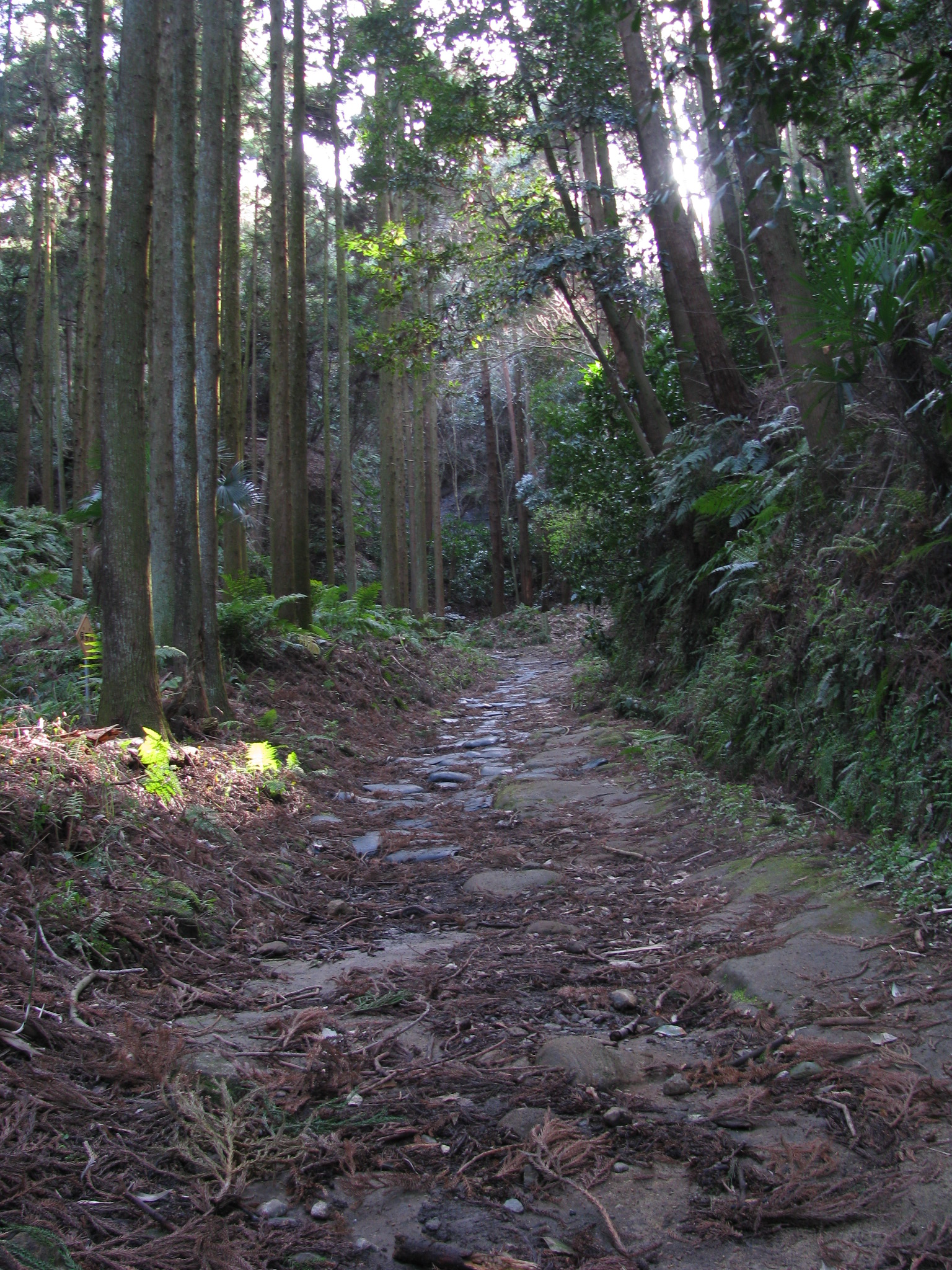
朝比奈切通附近

鎌倉街道（日语：／ Kamakura-kaidō */?），是日本各地通往鎌倉的道路之總稱，特別是鎌倉時代鎌倉政廳所在地的鎌倉連結各地的古道，也稱作鎌倉往還、鎌倉道，或寫作鎌倉海道。

## 道路通稱
- 東京都道18號府中町田線（日语：東京都道18号府中町田線）、神奈川縣道21號橫濱鎌倉線（日语：神奈川県道21号横浜鎌倉線）的別稱[1]、通稱名。
- 埼玉縣日高市大谷澤的國道407號（日语：国道407号）的交差點名[2]。

## 古道・鎌倉街道
古道「鎌倉街道」是鎌倉時代的幕府所在地鎌倉連結各地之道路網，鎌倉幕府的御家人在有事之際，「いざ鎌倉」急速趕赴鎌倉殿所在之道路，在鎌倉時代是關東近郊的主要道路。另外，「鎌倉街道」的稱呼一般化是在江戶時代以降，鎌倉時代當時的諸文獻並無「鎌倉街道」的稱呼。以下是相當於「鎌倉街道」的諸道在文獻上的記述。

### 吾妻鏡
吾妻鏡內有以下諸道。
1. 京、駿河・遠江和鎌倉之間，接著從鎌倉往下總・常陸的道路是東海道
2. 鎌倉往武藏東部、下野的是中路
3. 經由中路往奧州的是奧大道
4. 鎌倉往武藏西部、上州的是下道
5. 下道往信濃・越後的是北陸道
6. 下野足利莊至鎌倉的經路是武藏大路（路線不明）

### 現在的古道・鎌倉街道
「鎌倉街道」的稱呼在江戶時代的文化・文政年間，因江戶幕府編纂江戶和周邊地域的地誌而頻繁使用，現在的鎌倉街道是「上道」、「中道」、「下道」的3條主要道路。

#### 上道
現在，定說化的鎌倉街道上道是鎌倉經由武藏西部至上州的古道，就是吾妻鏡的下道，此說法已是。

#### 中道
現在，鎌倉街道中道是鎌倉經由武藏東部至下野的古道，就是吾妻鏡的中路。

#### 下道
現在，定說化的鎌倉街道下道是鎌倉越過朝比奈切通，從六浦津渡房總半島，沿東京灣北上往下總國府、常陸國。或是不渡房總半島，沿武藏國側的東京灣北上的路線。

## 備註
1. ↑  「神奈川県都市地図」昭文社
2. ↑  「埼玉県都市地図」昭文社

## 關連項目
- 鎌倉七口

## 外部連結
- 『箱根湯坂路・鎌倉古道を歩く』
- 『保土ヶ谷宿の成立と交通路の変遷』